# Calaf
Calaf település Spanyolországban, Barcelona tartományban. Lakosainak száma 3618 fő (2024).

## Földrajza
Calaf Calonge de Segarra, Sant Pere Sallavinera, Els Prats de Rei, Sant Martí Sesgueioles és Pujalt községekkel határos.

## Népesség
A település lakosságának változását az alábbi diagram mutatja:
| Lakosok száma | 1041 | 1223 | 1804 | 2485 | 3207 | 3214 | 3630 | 3475 | 3535 | 3618 |
|               | 1717 | 1887 | 1936 | 1960 | 1986 | 2004 | 2009 | 2014 | 2019 | 2024 |